# Joe Evans
Joe Evans (7. října 1916, Pensacola, Florida, USA – 17. ledna 2014, Richmond, Virginie, USA) byl americký jazzový saxofonista. Svou profesionální kariéru zahájil poté, co se koncem třicátých let přestěhoal do New Yorku. Roku 1939 se stal členem skupiny Erskine Hawkinse a později v tomto roce přešel ke kapele Cama Williamse. Během své kariéry spolupracoval s mnoha dalšími hudebníky, mezi které patří Jay McShann, Lionel Hampton, Louis Armstrong a Jimmy Lunceford. Řadu let byl vlastníkem hudebního vydavatelství Carnival Records. V roce 2008 vyšla jeho autobiografie Follow Your Heart, kterou spolu s ním napsal Christopher Brooks. Zemřel v roce 2014 ve svých sedmadevadesáti letech.